# 9 février en sport
9 janvier 9 mars
Chronologies thématiques
- Croisades
- Ferroviaires
- Disney

Le 9 février (40e jour de l'année) en sport.

## Événements

### XVIesiècle
- 1540 :
  - (Sport hippique) : première édition en Angleterre de la course hippique de Chester’s Roodee.

### XIXesiècle
- 1884 :
  - (Football /British Home Championship) : second match de la 1re édition du British Home Championship à Wrexham (Racecourse Ground), le Pays de Galles s'impose 6-0 sur l'Irlande.
- 1895 :
  - (Volley-ball) : William G. Morgan invente le Volley-ball.
- 1895 :
  - (Basket-ball) : premier match universitaire de basket-ball aux États-Unis. L’Hamline College de Saint-Paul s’impose 9 à 3 face au Minnesota College of Agriculture.
- 1897 :
  - (Patinage de vitesse) : aux championnats du Monde de patinage de vitesse à Montréal au Canada, victoire de Jack McCulloch.
- 1900
  - (Tennis) : création de la Coupe Davis par Dwight Davis.

### XXesièclede1901à1950
- 1924 :
  - (Hockey sur glace) : création des Bruins de Boston, une des six équipes originales de la LNH.
- 1930 :
  - (Football) : au Parc des Princes de Paris, l'équipe de Tchécoslovaquie s'impose 3-0 face à l'équipe de France.

### XXesièclede1951à2000
- 1964 :
  - (Jeux olympiques) : à Innsbruck, cérémonie de clôture des Jeux olympiques d'hiver de 1964.

### XXIesiècle
- 2001 :
  - (Athlétisme) : Stacy Dragila porte le Record du monde du saut à la perche féminin en salle à 4,66 m
- 2003 : 
  - (Moto) : à l'Enduro du Touquet, Thierry Béthys s'impose sur les plages du Touquet sur une Honda.
- 2007 :
  - (Ski alpin) : après sa consécration en super-G le 6, la Suédoise Anja Pärson remporte une nouvelle médaille d'or aux Championnats du monde à Åre (Suède) en gagnant le super-combiné devant l'Américaine Julia Mancuso (2e) et l'Autrichienne Marlies Schild (3e).
- 2014 :
  - (Rugby à XV) : dans le cadre du Tournoi des Six Nations, l'équipe de France bat l'équipe d'Italie 30-10 à Paris au Stade de France.
  - (Jeux olympiques d'hiver) : à Sotchi, troisième jour de compétition.
- 2018 :
  - (Jeux olympiques d'hiver) : Cérémonie d'ouverture des XXIIIes Jeux olympiques d'hiver à Pyeongchang en Corée du Sud.
- 2022 :
  - (Jeux olympiques d'hiver /JO d'hiver de 2022) : en Chine, à Pékin, 8e jour de compétition des Jeux olympiques d'hiver de 2022.
- 2025 :
  - (Football américain /Super Bowl) : en finale de la 59e édition du Super Bowl, victoire des Eagles de Philadelphie qui battent les Chiefs de Kansas City 40-22[1].

## Naissances

### XIXesiècle
- 1876 : 
  - Martin Stixrud, patineur artistique individuel norvégien. Médaillé de bronze aux Jeux d'Anvers 1920. († 8 janvier 1964).
- 1878 : 
  - Jack Kirwan, footballeur puis entraîneur irlandais. (17 sélections en équipe d'Irlande). († 9 janvier 1959).
- 1881 :
  - Jimmy Hay, footballeur puis entraîneur écossais. (11 sélections en équipe d'Écosse). († 4 avril 1940).
- 1882 :
  - Arthur Duray, pilote de course automobile franco-américain. († 10 février 1954).
- 1887 :
  - Pierre Mounicq, joueur de rugby à XV français. (9 sélections en équipe de France).  († 7 avril 1964).

### XXesièclede1901à1950
- 1905 : 
  - David Burghley, athlète de haies puis dirigeant sportif et homme politique britannique. Champion olympique du 400 m haies aux Jeux d'Amsterdam 1928. Président de l'IAAF de 1946 à 1976. († 22 octobre 1981).
- 1912 : 
  - Roger Normand, athlète de demi-fond français. Médaillé de bronze du 1 500m aux CE d'athlétisme 1934. († 26 décembre 1983).
- 1914 : 
  - Bill Veeck, dirigeant de baseball américain. († 2 janvier 1986).
- 1920 : 
  - Fred Allen, joueur de rugby à XV puis entraîneur néo-zélandais. (6 sélections en équipe de Nouvelle-Zélande). Sélectionneur de l'équipe de Nouvelle-Zélande de 1968 à 1969. († 28 avril 2012).
- 1928 : 
  - Rinus Michels, footballeur puis entraîneur néerlandais. Vainqueur de la Coupe des clubs champions 1971. (5 sélections en équipe des Pays-Bas). Sélectionneur de l'équipe des Pays-Bas en 1974 puis de 1986 à 1988 et de 1990 à 1992, championne d'Europe de football 1988. († 3 mars 2005).
- 1931 : 
  - Josef Masopust, footballeur puis entraîneur tchécoslovaque puis tchèque. (63 sélections en équipe de Tchécoslovaquie). († 29 juin 2015).
- 1932 :
  - Jiří Javorský, joueur de tennis tchécoslovaque puis tchèque. († 16 septembre 2002).
- 1934 : 
  - John Ziegler, dirigeant de hockey sur glace américain. Président de la LNH de 1977 à 1992. († 24 octobre 2018).
- 1937 :
  - Clete Boyer, joueur de baseball américain. († 4 juin 2007).
  - Tony Maggs, pilote de F1 sud-africain. († 2 juin 2009).
- 1942 : 
  - François Jauffret, joueur de tennis puis consultant TV français.
- 1946 : 
  - Vince Papale, joueur de foot U.S. américain.
- 1948 :
  - Antonio Zanini, pilote de rallyes automobile espagnol.
- 1949 : 
  - Bernard Gallacher, golfeur écossais. Vainqueur de la Ryder Cup 1995.

### XXesièclede1951à2000
- 1956 :
  - Mookie Wilson, joueur de baseball américain.
- 1957 :
  - Gordon Strachan, footballeur puis entraîneur écossais. Vainqueur de la Coupe d'Europe des vainqueurs de coupe 1983. (50 sélections en équipe d'Écosse). Sélectionneur de l'équipe d'Écosse depuis 2013
- 1958 :
  - Sandy Lyle, golfeur écossais. Vainqueur de l'Open britannique 1985, du Masters 1988, des Ryder Cup 1985 et 1987.
  - Chris Nilan, hockeyeur sur glace américain.
- 1960 :
  - Francis Gillot, footballeur puis entraîneur français.
- 1963 :
  - Daniel Bravo, footballeur puis consultant TV français. Champion d'Europe de football 1984. Vainqueur de la Coupe d'Europe des vainqueurs de coupe 1996. (13 sélections en équipe de France).
- 1964 :
  - Dewi Morris, joueur de rugby à XV anglais. Vainqueur du Tournoi des Cinq Nations 1992 et du Grand Chelem 1995. (26 sélections en équipe d'Angleterre).
  - Ernesto Valverde, footballeur puis entraîneur espagnol. Vainqueur de la Coupe d'Europe des vainqueurs de coupe 1989. (1 sélection en équipe d'Espagne).
- 1965 :
  - Dieter Baumann, athlète de demi-fond allemand. Médaillé d'argent du 5 000m aux Jeux de Séoul 1988 puis champion olympique du 5 000 m aux Jeux de Barcelone 1992. Champion d'Europe d'athlétisme du 5 000 m 1994.
  - Velimir Perasović, basketteur puis entraîneur yougoslave puis croate. Médaillé d'argent aux Jeux de Barcelone 1992 avec l'équipe de Croatie. Champion du monde de basket-ball 1990. Champion d'Europe de basket-ball 1991 avec l'équipe de Yougoslavie. Vainqueur de l'Euroligue 1989, 1990 et 1991 puis de la Coupe Saporta 1996 et de l'EuroCoupe 2014. (13 sélections avec l'équipe de Yougoslavie et 36 avec celle de Croatie).
- 1966 :
  - Ellen van Langen, athlète de demi-fond néerlandaise. Championne olympique du 800 m aux Jeux de Barcelone 1992.
- 1968 :
  - Pascal Chanteur, cycliste sur route français.
  - Nicolas Huysman, footballeur puis entraîneur français.
  - Frédéric Meyrieu, footballeur français.
- 1969 :
  - Pavel Tonkov, cycliste sur route soviétique puis russe. Vainqueur du Tour de Suisse 1995, Tour d'Italie 1996 et Tour de Romandie 1997.
- 1970 :
  - Glenn McGrath, joueur de cricket australien. (124 sélections en test cricket).
  - Branko Strupar, footballeur yougoslave puis croate et enfin belge. (17 sélections avec l'équipe de Belgique).
- 1971 :
  - Johan Mjällby, footballeur suédois. (49 sélections en équipe de Suède).
- 1972 :
  - Darren Ferguson, footballeur puis entraîneur écossais.
  - Norbert Rózsa, nageur hongrois. Médaillé d'argent du 100 et 200 m brasse aux Jeux de Barcelone 1992 puis champion olympique du 200 m brasse aux Jeux d'Atlanta 1996. Champion du monde de natation du 100 m brasse 1991 puis champion du monde de natation du 100 et 200 m brasse 1994. Champion d'Europe de natation du 100 m 1991.
- 1973 :
  - Svetlana Boginskaïa, gymnaste soviétique puis biélorusse. Championne olympique du concours général par équipes et du saut de cheval, médaillée d'argent au sol et de bronze du concours général individuel aux Jeux de Séoul 1988 puis championne olympique du concours général par équipes aux Jeux de Barcelone 1992. Championne du monde de gymnastique artistique du concours général individuel et par équipes ainsi qu'au sol 1989 puis championne du monde de gymnastique artistique du concours général par équipes ainsi qu'à la poutre 1991. Championne d'Europe de gymnastique artistique féminine du concours général individuel, du saut de cheval et au sol 1989, championne d'Europe de gymnastique artistique féminine du concours général individuel, du saut de cheval, des barres asymétriques, de la poutre ainsi qu'au sol 1990 puis championne d'Europe de gymnastique artistique féminine à la poutre 1992.
- 1974 :
  - Jordi Cruijff, footballeur puis dirigeant sportif néerlandais. (9 sélections en équipe des Pays-Bas).
  - Brad Maynard, joueur de foot U.S. américain.
- 1975 :
  - Vladimir Guerrero, joueur de baseball dominicain.
- 1977 :
  - Nicolas Coutelot, joueur de tennis puis entraîneur français.
- 1978 :
  - Gro Istad-Krisiansen, biathlète norvégienne. Championne du monde de biathlon du relais 4×6 km 2004 et championne du monde de biathlon du 12,5 km 2005.
  - William Servat, joueur de rugby à XV français. Vainqueur des Grand Chelem 2004 et 2010, des Coupe d'Europe 2003, 2005 et 2010. (49 sélections en équipe de France
- 1979 :
  - David Gray, joueur de snooker anglais.
  - Irina Sloutskaïa, patineuse artistique dames russe. Médaillée d'argent aux Jeux de Salt Lake City 2002 puis médaillée de bronze aux Jeux de Turin 2006. Championne du monde de patinage artistique dames 2002 et 2005. Championne d'Europe de patinage artistique dames 1996, 1997, 2000, 2001, 2003, 2005 et 2006.
- 1980 :
  - Ángelos Charistéas, footballeur grec. Champion d'Europe de football 2004. (88 sélections en équipe de Grèce).
  - Kim Dong-sung, patineur de vitesse sud-coréen. Champion olympique du 1 000 m et médaillé d'argent du relais 4×5 000 m aux Jeux de Nagano 1998. Champion du monde de patinage de vitesse sur piste courte du 1 000 m, du 3 000 m, du relais 5 000 m et du général 1997 puis champion du monde de patinage de vitesse sur piste courte du 500 m, du 1 000 m du 1 500 m, du 3 000 m, du relais 5 000 m et du général 2002.
- 1981 :
  - Patricio Albacete, joueur de rugby à XV argentin. Vainqueur de la Coupe d'Europe de rugby à XV 2010. (57 sélections en équipe d'Argentine).
  - Joël Camathias, pilote de course automobile suisse.
  - Silvio Orlando, joueur de rugby à XV italien. (14 sélections en équipe d'Italie).
  - Kristian Pless, joueur de tennis danois.
- 1982 :
  - Jameer Nelson, basketteur américain.
- 1983 :
  - Xu Shaoyang, athlète de lancers chinoise. Championne d'Asie d'athlétisme du lancer du disque 2007.
- 1984 :
  - Maurice Ager, basketteur américain.
  - Obie Trotter, basketteur américano-hongrois.
- 1985 :
  - Gabe Norwood, basketteur américano-philippin.
- 1986 :
  - Julie Barennes, basketteuse française.
  - Ciprian Tătărușanu, footballeur roumain.
- 1987 :
  - Benjamin Latt, canniste français.
  - Magdalena Neuner, biathlète allemande. Championne olympique de la poursuite 10 km et du départ en ligne 12,5 km puis médaillée d'argent du sprint 7,5 km aux Jeux de Vancouver 2010. Championne du monde de biathlon du sprint, de la poursuite et du relais 2007, championne du monde de biathlon du départ en ligne, du relais et du relais mixte 2008, championne du monde de biathlon du relais mixte 2010, championne du monde de biathlon du sprint, du départ en ligne et du relais 2011 et championne du monde de biathlon du sprint et du relais 2012.
  - James Ward, joueur de tennis britannique. Vainqueur de la Coupe Davis 2015.
- 1988 :
  - Lotte Friis, nageuse danoise. Médaillée de bronze du 800m aux Jeux de Pékin 2008. Championne du monde de natation du 800 m 2009 et championne du monde de natation du 1 500 m 2011. Championne d'Europe de natation du 800 m et du 1 500 m 2010.
- 1989 :
  - Ramon Sinkeldam, cycliste sur route néerlandais.
- 1990 :
  - Lens Aboudou, basketteur français.
  - Fyodor Smolov, footballeur russe. (45 sélections en équipe de Russie).
- 1991 :
  - Ashtone Morgan, footballeur canado-guyanais. (18 sélections avec l'équipe du Canada).
  - Almuth Schult, footballeuse allemande. Championne olympique aux Jeux de Rio 2016. Championne d'Europe féminine de football 2013. Victorieuse de la Ligue des champions féminine 2014. (64 sélections en équipe d'Allemagne).
- 1992 :
  - Alina Iahoupova, basketteuse ukrainienne.
  - Yannick Mamilonne, footballeur français.
  - Samson Mbingui, footballeur gabonais. (32 sélections en équipe du Gabon).
  - Stef Peeters, footballeur belge.
- 1993 :
  - K. J. McDaniels, basketteur américain.
  - Marcus Thornton, basketteur américain.
- 1994 :
  - Marie Bochet, skieuse handisport française. Championne paralympique debout de la descente, du super-G, du géant et du super-combiné aux Jeux de Sotchi 2014, de la descente, du super-G, du géant et du slalom aux Jeux de Pyeongchang 2018 puis médaillée d'argent du super-G debout aux Jeux de Pékin 2022. Championne du monde de ski alpin handisport à 22 reprises.
  - Tyler Cavanaugh, basketteur américain.
  - Lucas Eguibar, snowboardeur espagnol. Champion du monde de snowboard du cross 2021.
  - Marie Prouvensier, handballeuse française. Médaillée d'argent aux Jeux de Rio 2016. (20 sélections en équipe de France).
  - Thomas Steu, lugeur autrichien. Médaillé d'argent du relais par équipes et de bronze du double aux Jeux de Pékin 2022. Champion du monde de luge du relais mixte par équipes 2021.
  - Johannes Thiemann, basketteur allemand.
- 1995 :
  - Bence Bánhidi, handballeur hongrois. (84 sélections en équipe de Hongrie).
  - Yann Bodiger, footballeur français.
  - Otávio Edmilson Da Silva Monteiro, footballeur lusitanobrésilien. (22 sélections avec l'équipe du Portugal).
  - Wang Rui, curleuse chinoise.
- 1996 :
  - Olivier Ntcham, footballeur franco-camerounais. (16 sélections avec l'équipe du Cameroun)
- 1999 :
  - Henny Reistad, handballeuse norvégienne. Médaillée de bronze aux Jeux de Tokyo 2020. Championne du monde féminin de handball 2021. Championne d'Europe féminin de handball 2020 et 2022. Vainqueur de la Ligue des champions féminine 2021. (82 sélections en équipe de Norvège).
- 2000 :
  - Filip Majchrowicz, footballeur polonais.
  - Matěj Valenta, footballeur tchèque.

### XXIesiècle
- 2001 :
  - Noah Pallas, footballeur finlandais. (3 sélections en équipe de Finlande).
- 2002 :
  - Juan Manuel Cuesta, footballeur colombien.
- 2003 :
  - Luca Kjerrumgaard, footballeur danois.
- 2004 :
  - Rubén Lezcano, footballeur paraguayen.
- 2005 :
  - Sacha Velly, nageur en eau libre français.

## Décès

### XXesièclede1901à1950
- 1932 : 
  - Paul Neumann, 56 ans, nageur autrichien. Champion olympique du 500 m nage libre aux Jeux d'Athènes 1896. (° 13 juin 1875).
- 1946 : 
  - Willy Tischbein, 74 ans, pilote de courses automobile et industriel allemand. († 22 février 1871).

### XXesièclede1951à2000
- 1951 :
  - Neville Bulwer-Lytton, 72 ans, joueur de jeu de paume  puis officier et artiste britannique. Médaillé de bronze aux Jeux de Londres 1908. (° 6 février 1879).
- 1956 :
  - Frank Mobley, 87 ans, footballeur anglais. (° 21 novembre 1868).
- 1964 :
  - Georges Bilot, 78 ans, footballeur français. (1 sélection en équipe de France). (° 12 mai 1885).
- 1966 :
  - Bruno Ahlberg, 54 ans, boxeur finlandais. Médaillé de bronze des -66,7 kg aux Jeux de Los Angeles 1932. (° 23 avril 1911).
- 1978 :
  - Hans Stuck, 77 ans, pilote de courses automobile allemand. (° 27 décembre 1900).

### XXIesiècle
- 2006 :
  - André Strappe, 77 ans, footballeur puis entraîneur français. (° 23 février 1928).
  - Ibolya Csák, 90 ans, athlète de sauts en hauteur hongroise. Championne olympique aux Jeux de Berlin 1936. Championne d'Europe d'athlétisme de la hauteur 1938. (° 20 juillet 1915).
- 2007 : 
  - Hank Bauer, 84 ans, joueur de baseball puis entraîneur américain. (° 31 juillet 1922).
- 2018 : 
  - Liam Miller, 36 ans, footballeur irlandais. (21 sélections en équipe de république d'Irlande). (° 13 février 1981).
  - Bruno Rossetti, 57 ans, tireur franco-italien. Médaillé de bronze du skeet aux Jeux de Barcelone 1992. Champion du monde de tir en skeet individuel 1991. (° 9 octobre 1960).
- 2020 : 
  - Jean Fournet-Fayard, 88 ans, footballeur puis dirigeant sportif français. Président de la FFF de 1985 à 1993. (° 31 décembre 1931).